# 小倉順平
小倉 順平（おぐら じゅんぺい、1992年7月11日 - ）は、ジャパンラグビーリーグワン横浜キヤノンイーグルスに所属するラグビー選手。

## プロフィール
- 東京都八王子市出身。
- ポジションはスタンドオフ(SO)、フルバック(FB)。
- 身長 172 cm、体重 82 kg。
- ニックネームはじゅん。
- 日本代表キャップは4。（2017年6月現在）
- U20日本代表の主将を務めたことがある[1]。
- 尊敬している人物は友井川拓。

## 略歴
8歳からラグビーを始めた。八王子市立横山第一小学校の卒業文集にも、今から体力をつけて、日本代表になりたいと決意を述べている。入学した八王子市立椚田中学校では、9月から給食が始まった。
2011年、桐蔭学園高校卒業後、早稲田大学に入学した。なお桐蔭学園高校時代、チームの主将として花園での初優勝に貢献した。　
2014年、早稲田大学ラグビー蹴球部の副将に就任した。
2015年、早稲田大学卒業後、NTTコミュニケーションズシャイニングアークス(現・NTTコミュニケーションズ シャイニングアークス東京ベイ浦安)に加入。同年11月14日に行われたジャパンラグビートップリーグ第1節のリコーブラックラムズ戦に先発出場で公式戦初出場を果たす。3年目の2017年度に社員選手からプロ契約に。
2017年1月にはスーパーラグビー (SR)サンウルブズの2017年スコッドに入り、同年4月22日に行われたアジアラグビーチャンピオンシップ2017韓国戦にて先発出場で日本代表初キャップを獲得した。
2020年、シーズン4試合に出場したNTTコムを退団してラストシーズンとなったサンウルブズ一本に絞る も、COVID-19感染拡大を受け3月14日にSRが中断 し、サンウルブズも解散。その後キヤノンイーグルス(現・横浜キヤノンイーグルス)に加入 した。